# 蜗居 (小说)
《蜗居》，新加坡小说家六六的著作，讲述现代都市爱情中小三和二奶话题。

## 故事
《蜗居》讲述了现代都市爱情中小三和二奶话题。
上海名牌大学毕业生海萍与苏淳双在大城市打工漂泊，两人蜷缩在10平方米的房子里；海萍的妹妹海藻与男友小贝也租房居住，两队情侣都等待着挣够钱可以买房，再谈婚论嫁，迫不得已，都做了房奴。宋思明是市长的秘书，偶然的一次机会，和海藻相识于一场饭局之上，两人留下了沟通方式。不久之后，海萍失业了，宋思明很快就帮助她找到了一份外教工作，而海藻的姐夫苏淳也因宋思明的帮助脱离了牢狱之灾，被现实社会逼迫的海藻不得已做了宋思明的二奶，小贝知道女友海藻和宋思明的不伦之恋后，几经沟通没有效果，最后伤心欲绝选择了离开，一段时间后开始新的生活，而海藻还为宋思明怀上了一个孩子，宋思明因为利用职权谋私利过多，最终露出了破绽，不愿意上刑场的他制造了一场车祸自杀了。

## 风格
小说语言幽默诙谐，中间透露出辛辣和犀利的讽刺，情节和结构流畅自然，心理刻画细腻入微。

## 书中主角
- 宋思明，市长男秘书，利用职权谋私利，后诱骗海藻做了二奶，并且使其怀孕，后因一桩案件败露而制造车祸自杀身亡。
- 海藻，上海名牌大学毕业生，男友是小贝，后因为失业后得到宋思明的帮助而充当了其二奶，并且怀孕。
- 海萍，上海名牌大学毕业生，男友是苏淳，在大城市打工买房的房奴。
- 苏淳，上海名牌大学毕业生，女友是海萍，在大城市打工买房准备娶妻生子的房奴。
- 小贝，上海名牌大学毕业生，女友是海藻，后来海藻做了宋思明的二奶之后黯然离开，经过一段时间的调整，重新开始生活。

## 作者
六六，毕业于安徽大学，新加坡小说家，著名作品有《心术》、《王贵与安娜》、《双面胶》。